# Dystrykt Nyimba
Dystrykt Nyimba – dystrykt we wschodniej Zambii w Prowincji Wschodniej. W 2000 roku liczył 70 425 mieszkańców (z czego 49,45% stanowili mężczyźni) i obejmował 13 201 gospodarstw domowych. Siedzibą administracyjną dystryktu jest Nyimba.